# Nokia E51

Nokia E51 este un telefon mobil care rulează sub Symbian, fiind destinat, în principal, oamenilor de afaceri. Este al doilea dispozitiv construit de Nokia folosind tehnologiile UMTS/HSDPA. Telefonul este disponibil în negru, argintiu și gri. Există, de asemenea, și o variantă a acestui model care nu incorporează camera de fotografiat.

## Specificații tehnice
| Opțiuni                     | Specificații                                                                                      |
| --------------------------- | ------------------------------------------------------------------------------------------------- |
| GPRS                        | Da, GPRS/EGPRS Clasa A, 32 sloturi                                                                |
| 3G                          | Da                                                                                                |
| UMTS                        | 850/2100 MHz                                                                                      |
| WLAN/WiFi                   | Da, Wi-Fi 802.11b, 802.11g                                                                        |
| VoIP/SIP                    | Client SIP integrat                                                                               |
| Display principal           | 16 milioane de culori (24bit, rezolutie 240 × 320 pixeli, psibilitate de reglare a luminozității) |
| Înregistrare video          | Da la rezoluțiile 320 × 240, 176 × 144 or 128 × 96, 15 fps                                        |
| Înregistrare vocală         | Da                                                                                                |
| Masaje multimedia           | Da                                                                                                |
| Apeluri video               | Da                                                                                                |
| Push to talk                | Da (Push to Talk over Cellular - PoC)                                                             |
| Suport Java                 | Da, MIDP 2.0                                                                                      |
| Memorie interna             | 130 MB                                                                                            |
| Memorie RAM                 | 96 MB                                                                                             |
| Card de memorie             | 32 GB                                                                                             |
| Card slot                   | Da                                                                                                |
| Bluetooth                   | Da v2.0 + EDR                                                                                     |
| Infraroșu                   | Da (115 kbit/s)                                                                                   |
| Conectare USB               | Da, 2.0, miniUSB                                                                                  |
| Cuport cablu de date        | Da                                                                                                |
| Browsere                    | WAP 2.0 XHTML / HTML.                                                                             |
| E+mail                      | Da, IMAP4, POP3, SMTP                                                                             |
| Player muzică               | Da                                                                                                |
| Radio FM                    | Da                                                                                                |
| Player video                | Da                                                                                                |
| Sunet stereo                | Nu                                                                                                |
| Tonuri de apel              | Da, Polifonice, Monofonice, MP3, Tonuri reale                                                     |
| Vibrații                    | Da                                                                                                |
| HandsFree (HF) speakerphone | Da                                                                                                |
| Offline/Flight mode         | Da                                                                                                |
| Timp maxim convorbiri       | 4.38 ore                                                                                          |
| Timp standby                | 13 zile                                                                                           |
| Dimensiuni                  | 11,5 × 4,7 × 1,2 centimetri                                                                       |
| Disponibilitate             | Q4 2007                                                                                           |